# Олмос (станция метро)
Олмос (узб. Olmos) — станция Ташкентского метрополитена.
Открыта для пассажиров 30 августа 2020 года в составе первого участка линии Тридцатилетия независимости Узбекистана.
Расположена между станциями «Тузель» и «Рохат».

## История
Было определено расположение станции на пересечении Ахангаранского» шоссе с улицей Илтифот Яшнабадского района.
Строительство станции началось 1 октября 2017 года.  Станция имело проектное название «Илтифот».
Работы по строительству станции были завершены 3 февраля 2020 года.
Станция запущена в эксплуатацию 30 августа 2020 года. Некоторое время после открытия станция носила временное название «4-бекат» (узб. 4-bekat). 9 августа 2023 года, после опросов жителей города, станция официально получило название «Олмос».
Получила своё название по одноимённой улице, вблизи которой она расположена.

## Характеристика
Станция : надземная, крытая, с островным расположением платформы.
Имеет два вестибюля, с южной стороны оборудована лифтом для маломобильных пассажиров, с северной стороны установлен 3-ленточный эскалатор.